# Albert Guillaume

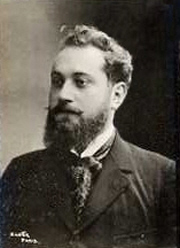

Albert André Guillaume, född 14 februari 1873, död 10 augusti 1942, var en fransk konstnär.
Guillaume ägnade sig främst åt humoristiska teckningar av Parislivet, militärlivet och liknande motiv. Han framträdde även som illustratör i skämttidningar som La Caricature, Le Journal amusant och i dagspressen och tidningar som Le Matin och Le Figaro. Som målare framträdde Guillaume gärna med genremässiga ämnen såsom Ett bridgeparti, Vid radiopredikan och Konstälskande.